# La guadaña (cuento de Ray Bradbury)
La guadaña (título original en inglés: The Scythe) es un relato de terror del escritor estadounidense Ray Bradbury publicado originalmente en la revista Weird Tales de julio de 1943.

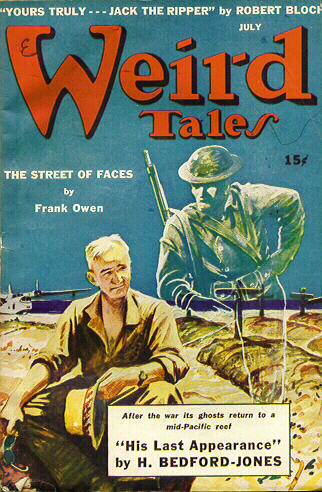
Portada de Weird Tales de julio de 1943

La guadaña forma parte de la compilación de cuentos publicados en Dark Carnival (1947), el primer libro de Ray Bradbury. Posteriormente apareció, en forma revisada, en The October Country (1955) y The Stories of Ray Bradbury (1980).

## Argumento
1938. Drew Erikson viaja con su mujer y dos hijos buscando trabajo cuando equivocan el camino y llegan a una casa junto a un gran trigal. En un dormitorio de la casa, Drew encuentra sobre la cama un anciano muerto, una guadaña apoyada en la pared y una hoja de papel sobre la almohada. En la guadaña se podía leer «El que me empuña, empuña el mundo» y en el papel, la última voluntad del difunto:

"Al que se encuentre junto a mí en mi lecho de muerte: Estando sano de juicio y solo en el mundo, como he declarado, yo, John Buhr, doy y lego esta granja con todas sus pertenencias al hombre que llegue. Sea cual sea su nombre o de donde proceda, no importa. La granja es suya, así como el trigo, la guadaña y la tarea que corresponda.

De repente, tenía trabajo, comida y un techo bajo el que dormir con su familia.